# Stockholms motettkör
Stockholms motettkör är en fristående, blandad kör i Stockholm som grundades 1972.
Kören grundades av Stefan Sköld under namnet S:t Jacobs ungdomskör och var då knuten till S:t Jacobs församling i Stockholm. 1981 ändrades namnet till S:t Jacobs motettkör. I januari 1990, då under ledning av Per Borin, valde kören att bli en fristående ensemble och 1997 bytte kören namn till Stockholms Motettkör.
Körens medlemmar är alla vana sångare och har stor erfarenhet av att sjunga i kör. Körens ordinarie dirigent är sedan 2006 Björn Paulson. Tidigare var Sonny Jansson och Olof Boman tillsammans körens dirigenter. Gästande dirigenter har under åren bland annat varit Lone Larsen, Eric Ericson, Pär Fridberg, Cecilia Rydinger Alin, Mika Eichenholz, Anders-Per Jonsson, Gösta Ohlin, Mats Nilsson, Johan Edholm och Anders Göransson.
Kören har under åren framfört åtskilliga större körverk. Under senare år märks bland annat Johannes- och Matteuspassionerna (Bach) och Messias (Händel) tillsammans med Stockholms Barockorkester samt Skapelsen (Haydn) tillsammans med Stockholms Sinfonietta. Andra minnesvärda konserter är Symfoni Nr 8 (Mahler), Messa da Requiem (Verdi) och Ein Deutsches Requiem (Brahms).
De stora verken varvas givetvis med konserter à cappella, eller tillsammans med mindre ensembler eller solister. Kören har även gjort flera radioinspelningar samt uruppfört ”Rama” för blandad kör och ljudband av Rolf Enström, ”Chrysaetos” av Sven David Sandström samt B Tommy Anderssons tonsättning av Shakespeares ”Shall I Compare Thee to a Summer's Day”.
Kören framträder såväl i kyrkor som på andra musikscener, till exempel Nybrokajen 11 och Stockholms Konserthus. Kören beger sig regelbundet ut på turnéer, både i Sverige och utomlands. Under senare år har kören bland annat gästat Dalarna, Frankrike, Belgien och Tyskland.